# 1126
1126 (MCXXVI) fue un año común comenzado en viernes del calendario juliano.

## Acontecimientos
- Carta-Puebla de Alfonso I de Aragón
- 10 de marzo - Alfonso I de Aragón derrota en Lucena o Puente Genil (provincia de Córdoba) al ejército almorávide de Sevilla conducido por Abú Bakr, hijo del emir Ali ibn Yusuf, en la batalla de Arnisol.
- Se produce la batalla de Corbins.
- Limpieza étnica de mozárabes por parte de los invasores árabes en todo el territorio conquistado, bajo su dominio en la península ibérica, mediante la expulsión y traslado forzoso hacia el Magreb de toda la población cristiana.

## Nacimientos
- 14 de abril: Averroes, filósofo y médico andalusí (f. 1198).

## Fallecimientos
- 10 de febrero - Guillermo de Poitiers, duque de Aquitania y primer trovador provenzal conocido.
- 8 de marzo - Urraca I, reina de León muere en el Castillo de Saldaña. Le sucede en el trono su hijo Alfonso VII.
- Ragnvald Knaphövde, rey de Suecia.